# اوراسیو هاسه
اوراسیو هاسه (اسپانیایی: Horacio Hasse‎؛ زادهٔ ۱۳ ژوئیهٔ ۱۹۴۵) بازیکن فوتبال اهل گواتمالا بود.
وی همچنین در تیم ملی فوتبال گواتمالا بازی کرده است.